# Свідницьке князівство
Свідницьке князівство (пол. Księstwo Świdnickie, чеськ. Svídnické knížectví, лат. Ducatus Swydnicz, нім. Herzogtum Schweidnitz) — західно-слов'янське князівство, що існувало в Нижній Сілезії в 1291—1392 роках зі столицею в Свідниці. Правителями в князівстві були князі з династії Свідницько-Зембицьких П'ястів. З 1392 року увійшло до складу Богемської корони.

## Історія
1278 року, після смерті князя Сілезького і Легницького, Верховного князя Польського Болеслава II, його землі успадкували троє його синів: Генріх V, Болько І та Бернард. Ще за життя свого батька Генріх V володів удільним Яворським князівством. Після 1278 року, Генріх зайняв також Легницький уділ, а своїм молодшим братам Больку та Бернарду віддав у спільне володіння Яворське та Львувське князівства.
1281 князі Болько і Бернард розділили князівства між собою: Болеслав залишився правити в Яворському, а своєму молодшому братові Бернарду віддав Львувське князівство. 1286 року, після смерті бездітного Бернарда Львувське князівство повернулося під владу Болька І.
1290 року після смерті Верховного князя Польського, Сілезько-Вроцлавського князя Генрика IV Пробуса, князь Легницький Генріх V посів Вроцлавський княжий престол.
1296 року, після смерті свого старшого брата Генріха V, князь Болько І став регентом Вроцлавського князівства та опікуном трьох його малолітніх синів.
1301 року князь Свідницький і Яворський Болько І помер. Його володіння успадковували троє синів: Бернард Свідницький, Генрик Яворський і Болко II Зембицький, які отримали у спільне володіння Яворське, Свідницьке та Зембицьке князівства.
1312 року брати зробили перший розділ володінь. Генрик отримав Яворське та Львувське князівства, а Бернард та Болко й далі володіли Свідницьким та Зембицьким князівствами.
1322 року відбувся новий поділ князівств. Бернард став правити до Свідницьким, а Болько отримав у володіння Зембицький уділ.
1326 року після смерті князя Бернарда Свідницького його сини Болко II Свідницький і Генрик ІІ Свідницький стали спільно правити в Свідницькому князівстві.
У 1343/1345 році після смерті Генрика ІІ Свідницького його старший брат Болко II Свідницький став одноосібним правителем Свідницького князівства. 1346 року після смерті свого бездітного дядька Генрика Яворського Болько ІІ об'єднав під своєю владою Яворське, Львувське та Свідницьке князівства.
1368 князь Болько II Свідницький помер. Всі три князівства він заповідав своїй дружині Агнесі Австрійській, молодшій доньці князя Австрійського Леопольда І Габсбурга, як удовиний спадок. 1392 року, після її смерті Яворське, Львувське та Свідницьке князівства увійшли до складу Богемської корони.

## Свідницькі князі
Свідницько-Зембицькі П'ясти — молодша гілка князівської Сілезької династії П'ястів. Вони виокремилися з Легницької князівської гілки й володіли Свідницьким, Яворським і Зембицьким князівствами. 
Родоначальником династії був Болко I Суворий, син Верховного князя Болеслава II Рогатки. 
Династія вимерла після смерті князя Івана Зембицького у 1428 році.
Болко І Суворий (1291—1301)
- Бернард Свідницький (1301—1326)
  - Болко II Свідницький (1326—1368)
  - Генрик ІІ Свідницький (1326—1345)
    - Ганна Свідницька, дружина імператора Карла IV Люксембурга
- Генрик I Яворський (1301—1312)
- Болко II Зембицький (1301—1322)
  - Микола Зембицький
    - Болко III Зембицький
      - Іван Зембицький
      - Єуфимія Зембицька.

Аґнеса Австрійська, дружина князя Болка II Свідницького (1368—1392).